# Augères
 Augères  es una localidad y comuna de Francia, en la región de Lemosín, departamento de Creuse, en el distrito de Guéret y cantón de Bénévent-l'Abbaye.
Está integrada en la Communauté de communes de Bénévent-Grand-Bourg.

## Demografía[3]
| 563 | 508 | 485 | 506 | 522 | 513 | 559 | 538 | 524 | 509 | 538 | 508 | 516 | 543 | 563 | 599 | 581 | 577 | 516 | 474 | 451 | 434 | 385 | 358 | 336 | 313 | 278 | 254 | 187 | 178 | 146 | 146 | 139 |
| Para los censos de 1962 a 1999 la población legal corresponde a la población sin duplicidades (Fuente: INSEE [Consultar]) |     |     |     |     |     |     |     |     |     |     |     |     |     |     |     |     |     |     |     |     |     |     |     |     |     |     |     |     |     |     |     |     |